# Fari di South Foreland
Si tratta di una coppia di fari non più attivi situati nelle vicinanze di St Margaret-at-Cliffe, sulla scogliera di South Foreland, parte delle scogliere di Dover, che si affaccia sul punto più stretto del Canale della Manica.
Il più alto e più noto dei due, South Foreland High o semplicemente South Foreland, è un faro in stile vittoriano a pianta ottagonale costruito nel 1843. È stato il primo faro britannico ad essere stato dotato di luce elettrica nel 1858 ed è noto per essere stato sede nel 1898 di uno dei primi esperimenti di trasmissione radio ad opera di Guglielmo Marconi. Nel 1989 è stato acquisito dal National Trust for Places of Historic Interest or Natural Beauty ed è inattivo come faro dal 1990. Il faro di South Foreland Low, che ora si trova in una proprietà privata, è stato costruito nel 1793 ed è inattivo dal 1904.